# .at
.at is het internetlandcodetopleveldomein voor Oostenrijk. Het wordt onderhouden door NIC.AT.
Het .at-domein heeft verschillende tweede leveldomeinen zoals:
- .gv.at Voor regeringsorganen
- .ac.at Voor academische of onderwijsorganen (deze wordt onderhouden door de Universiteit van Wenen)
- .co.at Voor bedrijven
- .or.at Voor organisaties

Het .at-domein is erg aantrekkelijk voor domainhacks. Dit komt doordat 'at' een veelgebruikt achterzetsel is, en iedereen een domein kan aanvragen. arrive.at is een voorbeeld.